# Лудвиг Бурбон-Двете Сицилии
Лудвиг/Луиджи Мария Бурбон-Двете Сицилии (на италиански: Lodovico/Principe Luigi Maria de Borbone-Due Sicilie Conte di Trani; * 1 август 1838 в Неапол; † 8 юни 1886 в Париж) е принц на Двете Сицилии и граф на Трани.
Той е най-големият син на крал Фердинанд II (1810 – 1859), крал на Двете Сицилии, и втората му съпруга ерцхерцогиня Мария Тереза Австрийска (1816 – 1867), дъщеря на ерцхерцог Карл Австрийски-Тешен (1771 – 1847) и принцеса Хенриета фон Насау-Вайлбург (1797 – 1829). По-малък полубрат е на Франческо II (1836 – 1894), последният крал на Двете Сицилии (1859 – 1861).
През 1852 г. Лудвиг е награден с испанския Орден на Златното руно.
Лудвиг Бурбон-Сицилиански се жени на 5 юни 1861 г. в Мюнхен за принцеса Матилда Лудовика Баварска (* 30 септември 1843 в дворец Посенхофен в Пьокинг, Горна Бавария; † 18 юни 1925 в Мюнхен), дъщеря на баварския на херцог Максимилиан Йозеф Баварски и Лудовика Баварска. Съпругата му Матилда Лудовика Баварска е сестра на австрийската императрица Елизабет (Сиси), омъжена 1854 г. за австрийския император Франц Йосиф I, и на кралица Мария, омъжена 1859 г. за полубрат му Франческо II, крал на Двете Сицилии. Матилда почти целия си живот живее отделно от нейния съпруг, който ѝ изневерява и вероятно е зависим от алкохола.
Лудвиг Бурбон-Сицилиански умира на 8 юни 1886 г. на 47 години в Париж. Наследен е от по-малкия му брат Алфонсо Бурбон-Сицилиански, граф ди Казерта (1841 – 1934) като наследник на трона на Двете Сицилии след полубрат им Франческо II (1836 – 1894).

## Потомство
Лудвиг Бурбон-Двете Сицилии и Матилда Лудовика Баварска имат една дъщеря:
- Мария Тереза Бурбон-Двете Сицилии (* 15 януари 1867, Цюрих; † 1 май 1909, Кан), омъжена на 27 юни 1889 г. в Зигмаринген за княз Вилхелм фон Хоенцолерн (* 7 март 1864; † 22 октомври 1927), най-големият син на княз Леополд фон Хоенцолерн-Зигмаринген (1835 – 1905) и инфанта Антония Мария Португалска (1845 – 1913); имат три деца

Лудвиг има извънбрачен син
- Карл/Шарл де Дучо (1869 – 1931)

- Крал Фердинанд II и фамилията му 1857
- Лудвиг Бурбон-Двете Сицилии
- Съпругата му Матилда Баварска
- Дъщеря му Мария Тереза Бурбон-Двете Сицилии